# Hans Hugold von Schwerin

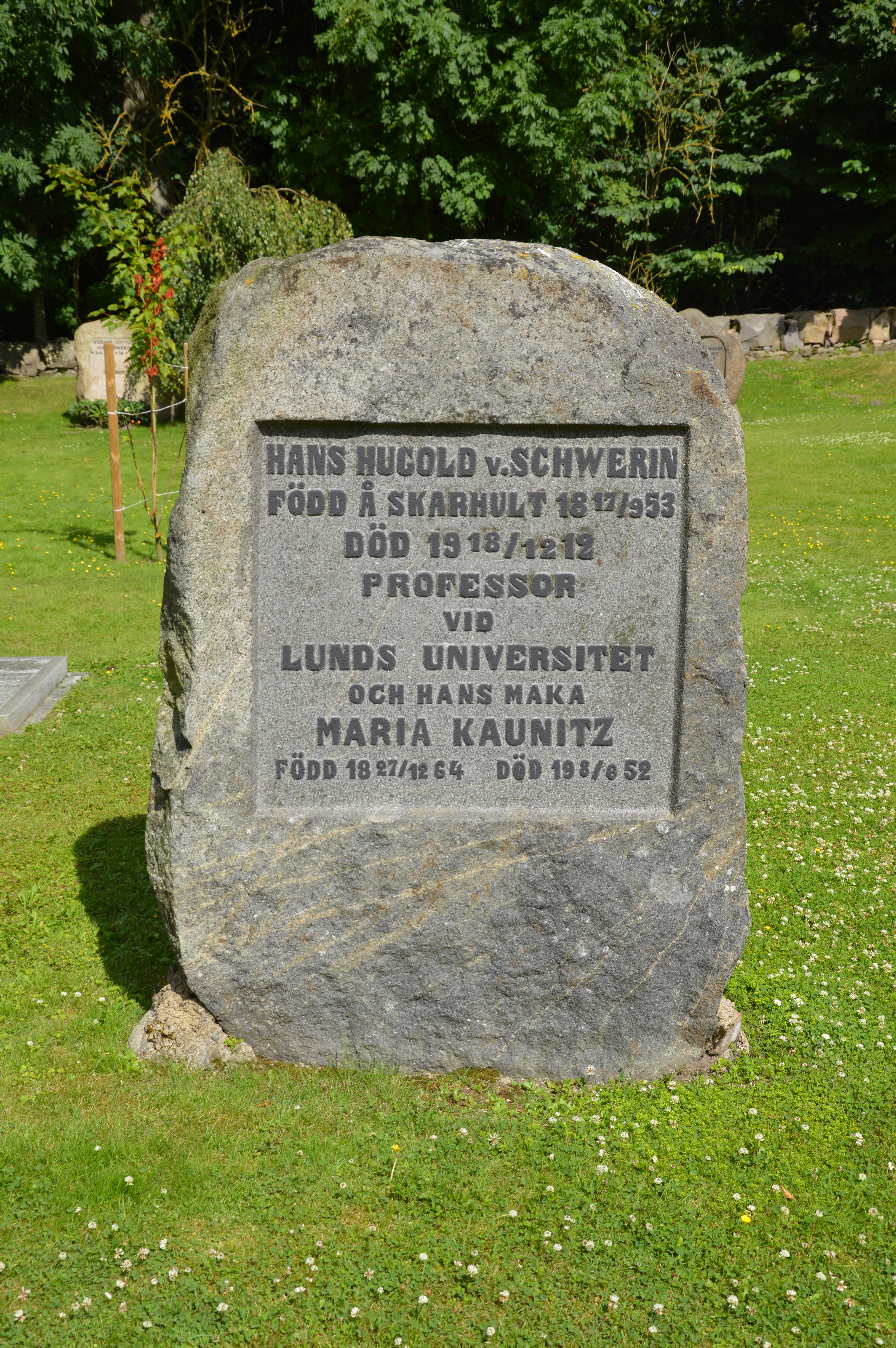
Hans Hugold von Schwerins gravvård på Skarhults kyrkogård.

Hans Hugold von Schwerin, född 17 september 1853 i Skarhult, död 19 december 1912, var en svensk friherre, professor i geografi och statskunskap. Han var far till Hans Hugold Julius von Schwerin.

## Biografi
Hans Hugold von Schwerin var son till Jules von Schwerin och Ingeborg Rosencrantz. Han blev student vid Lunds universitet 1871 och var 1879 till 1887 extraordinarie amanuens vid universitetsbiblioteket. Han promoverades till filosofie doktor 1884 och kallades till docent i geografi och statskunskap samma år. Professuren i dessa ämnen förestod han vårterminen 1885 och höstterminen 1888. 
På uppdrag av Svenska sällskapet för antropologi och geografi och utrikesdepartementet gjorde han under åren 1885 till 1887 en resa i Centralafrika samt företog därunder expeditioner i de då för européer okända trakterna på ömse sidor om Kongoflodens mynning, likaså i det portugisiska riket Angola, till floden Kunene. Han genomströvade för övrigt nedre Kongo, undersökte dess biflod Ikissi och lärde känna bland annat öarna i Biafrabukten. 
Efter återkomsten skänkte han sina högst betydande etnografiska samlingar till Kungliga Vetenskapsakademien. Samlingarna finns idag på Etnografiska museet i Stockholm. År 1887 utnämndes han till Kongostatens konsul för Sverige-Norge. Till extra ordinarie professor i geografi och historia i Lund utnämndes han 1897.